# Pablo de Rojas

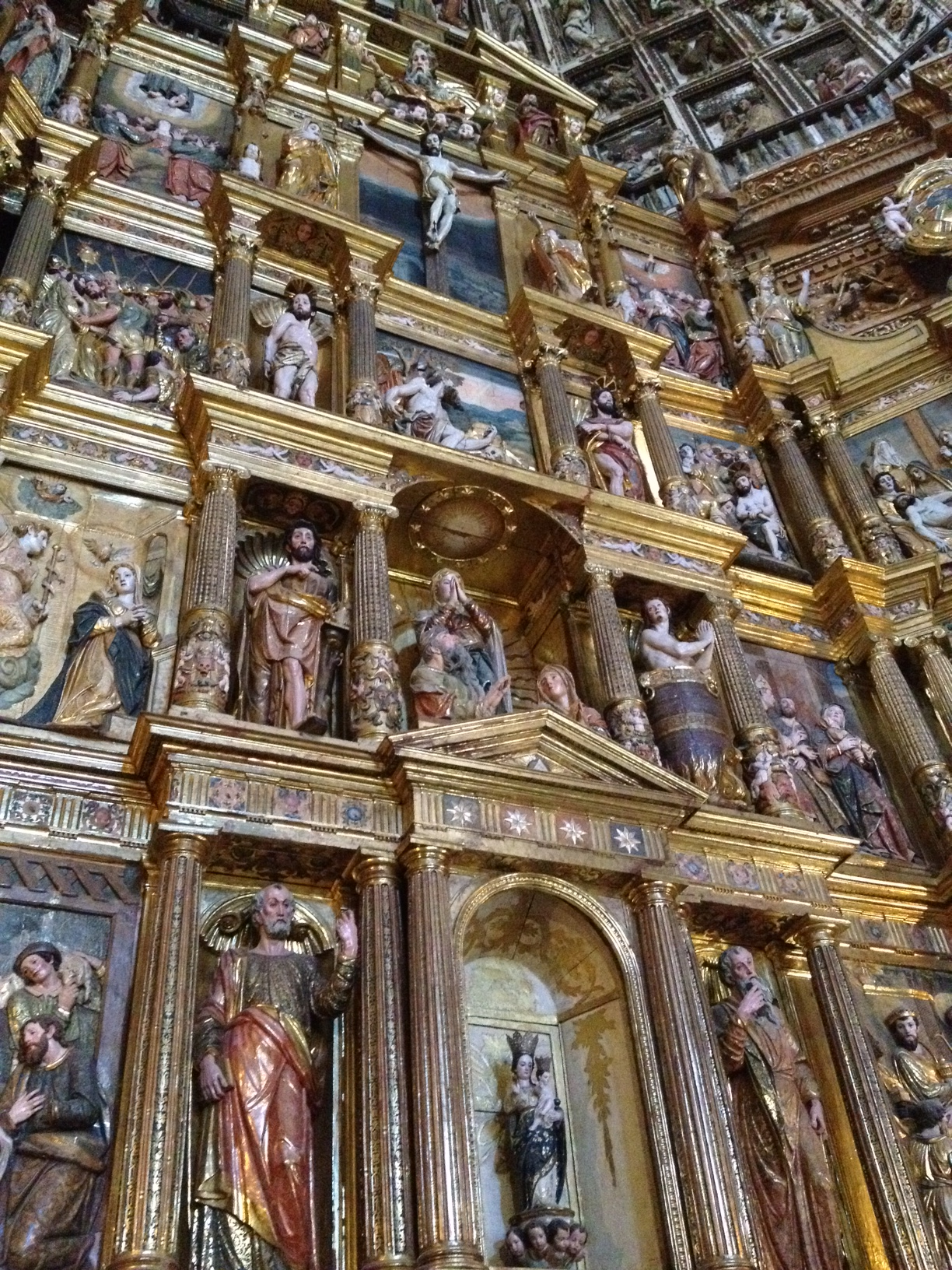
Retablo de la capilla mayor de la iglesia del monasterio de San Jerónimo (Granada).

Pablo de Rojas (Alcalá la Real, 1549 - Jaén, 1611) fue un escultor e imaginero español.

## Biografía
Era hijo del pintor Pedro Raxis «el Viejo» (Cagliari, 1506 – Alcalá la Real, 1581), asentado en Alcalá la Real. En 1579 se trasladó a Granada, recibiendo el magisterio de Rodrigo Moreno. Estableció su taller en Santiago y tuvo como discípulo a Juan Martínez Montañés.
Intervino junto con otros escultores entre los que figuran Juan Bautista Vázquez, y Bernabé de Gaviria en el retablo del Monasterio de San Jerónimo en Granada. Entre sus obras hay un elevado número de crucifijos entre los que se pueden señalar el del Seminario Mayor, el de la capilla de las Angustias en la Catedral o el de la Casa diocesana de acción católica todos ellos en Granada. Otras obras destacables son : Ntro.Padre Jesús de la paciencia  de la Iglesia de San Matias,los Favores 
de Granada  y Ntro. Padre Jesús Nazareno de Priego de Córdoba.